# 강릉공
강릉공 왕온(江陵公 王溫, ? ~ 1146년 음력 5월 14일)은 고려의 왕족이다. 고려 제11대 왕 문종의 친손자이며, 장경왕후, 의정왕후, 선정왕후의 아버지이다. 강릉후(江陵侯)라고도 한다. 성은 왕, 이름은 온(溫), 본관은 개성이다.

## 생애

### 가계
생년은 분명하지 않으며, 문종과 인경현비의 장남(長男)인 조선공 왕도의 3남이다. 왕온의 아버지 조선공은 여러 관직을 거친 후 헌종 때 수태사에 올랐으며, 숙종이 즉위한 후에는 식읍이 5,000호로 늘어나고 식실도 500호나 되었다. 1099년(숙종 4년)에 사망하였으며, 시호를 양헌(襄憲)이라 하였다. 왕온의 큰형은 왕자이며, 검교태사 수사공에 오른 후 사망하였다. 한편 왕온의 둘째 형은 왕원이며, 숙종의 딸 안수궁주와 혼인하고 훗날 광평공에 봉해졌다.

### 생애
왕온은 사촌이 되는 예종으로부터 상주국의 관작을 받고, 1143년(인종 21년) 음력 6월 27일에는 인종으로부터 수태위 강릉후에 봉해졌다. 그리고 이때 식읍 700호와 식실 300호를 받았으나, 관작을 받고 불과 3년이 지난 1146년(의종 즉위년) 음력 5월 14일에 사망하였다. 사후 강릉공(江陵公)에 봉작되었다.

### 후손
《고려사》에 나타나는 왕온의 자녀는 2남 3녀지만 아들 왕영의 묘지명에 따르면 딸이 하나 더 있었다.
장남은 왕영이다. 성격이 침착하고 조용할 뿐 아니라 욕심이 없었으며, 학문에 뜻을 독실하게 두었다고 전해진다. 왕영은 인종의 딸 승경궁주와 결혼하였으며, 공화백에 봉해졌다. 1186년(명종 16년) 61세를 일기로 사망하였다. 한편 차남은 왕작이다. 왕작은 전중내급사동정의 관직을 지냈다.
왕온의 네 딸중 세 딸이 왕비가 되었다. 장녀는 의종의 제1비 장경왕후로, 효령태자를 비롯한 1남 3녀를 낳았다. 차녀는 인종의 차남 대령후과 혼인하였다. 3녀는 명종의 왕비 의정왕후(광정태후)로, 강종의 모후이다. 막내딸은 신종의 왕비 선정왕후로, 희종을 낳았다. 한편 왕비가 된 왕온의 세 딸은 모두 김씨 성을 칭하고 있는데, 이는 모두 외가의 성씨를 따른 것이다.
한편 왕온의 며느리 승경궁주, 사위들인 의종, 대령후, 명종, 신종은 모두 인종의 자녀들로, 왕온과 인종은 무려 다섯 겹사돈 관계를 맺고 있다.

## 가족 관계
- 조부 : 제11대 문종(文宗, 1019~1083 재위: 1046~1083)
- 조모 : 인경현비(仁敬賢妃, 생몰년 미상)
  - 아버지 : 조선공 왕도(朝鮮公 王燾, ?~1099)
- 외조부 : 이정(李頲, 1025~1077)
- 외조모 : 왕가도의 딸 상당현군 왕씨(上黨縣君 王氏, ?~1077)
  - 어머니 : 이정의 딸 인주 이씨
    - 형 : 왕자(王滋, ?~1101)
    - 형 : 광평공 왕원(廣平公 王源, 1083~1170)
      - 조카 : 안평공 왕경(安平公 王璥, 1117~1177)

    - 부인 : 강릉 김씨(江陵 金氏) - 김고(金沽, ?~1123)와 인주 이씨의 딸[6]
      - 장녀 : 의종의 정비 장경왕후(莊敬王后, 생몰년 미상)
      - 차녀 : 인종의 차남 대령후의 처[7]
      - 3녀 : 명종의 정비 의정왕후 김씨(義靜王后, 생몰년 미상)
        - 외손자 : 제22대 강종(康宗, 1152~1213 재위: 1211~1213)

      - 4녀 : 신종의 정비 선정태후(宣靖太后, ? ~1222)
        - 외손자 : 제21대 희종(熙宗, 1181~1237 재위: 1204~1211)

      - 장남 : 공화후 왕영(恭化候 王瑛, 1126~1186)
        - 손녀 : 왕씨(王氏, 1150~1185)
        - 손자 : 광릉공 왕면(廣陵公 王沔, ?~1218)

      - 차남 : 왕작(王鷟, 생몰년 미상)